# 시르빈토스구

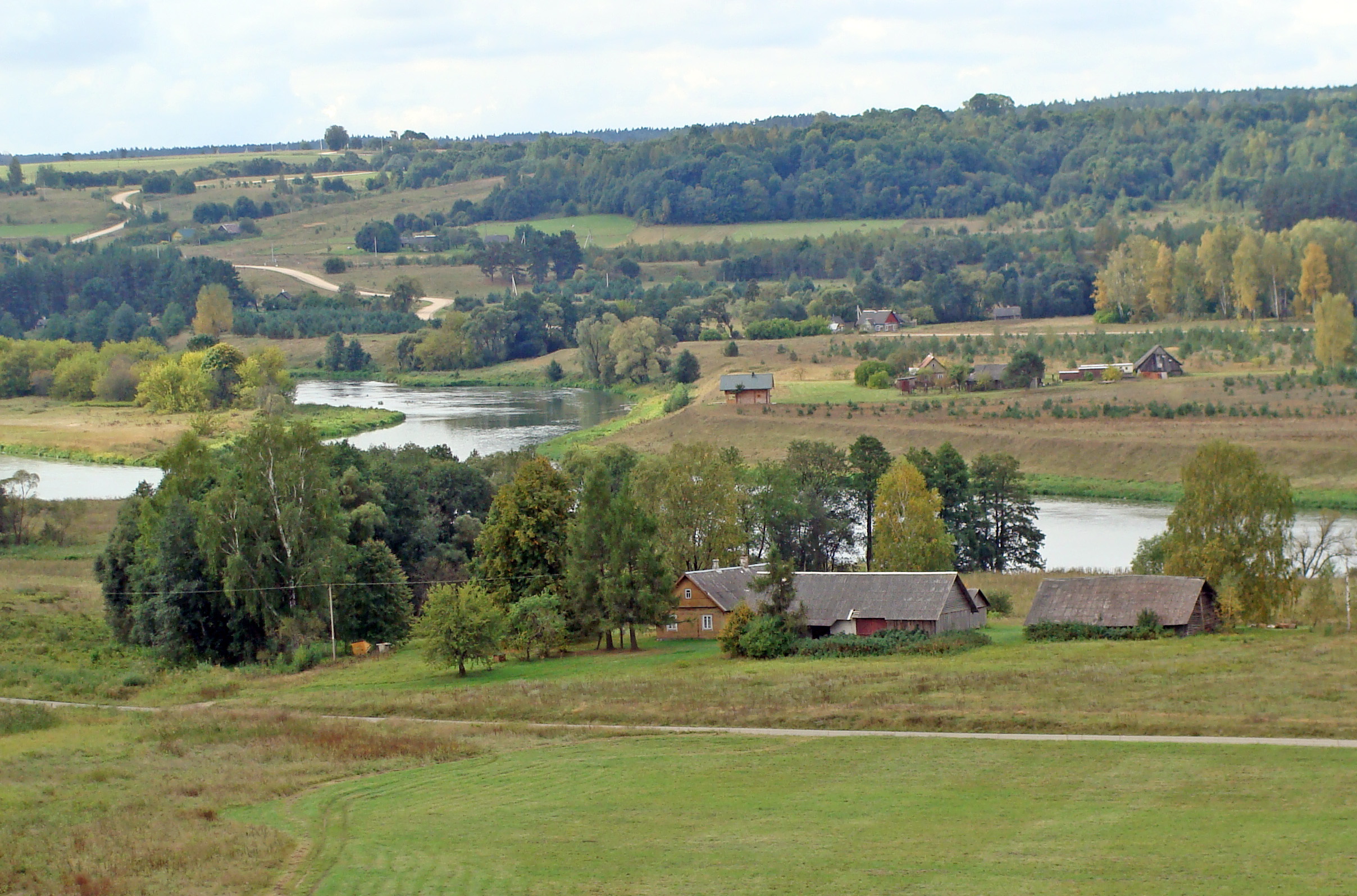
시르빈토스구 케르나베 인근을 흐르는 네리스강

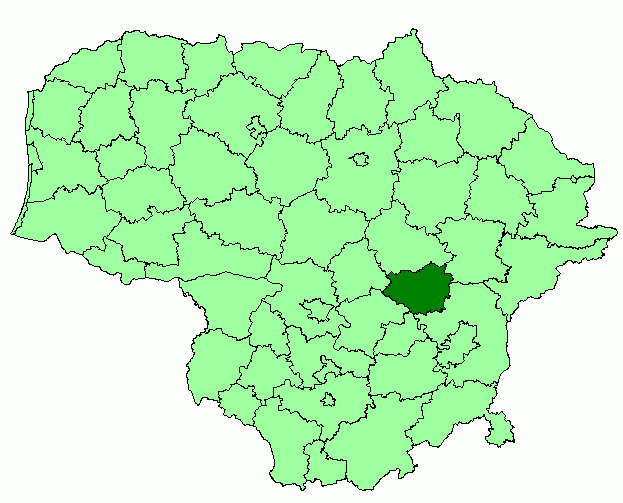
시르빈토스구의 위치

시르빈토스구(리투아니아어: Širvintų rajono savivaldybė)는 리투아니아 빌뉴스주를 구성하는 8개 지방 자치체 가운데 하나로 행정 중심지는 시르빈토스이며 면적은 906km2, 인구는 16,333명(2015년 기준), 인구 밀도는 18.0명/km2이다. 9개 장로구를 관할한다. 빌뉴스주 우크메르게구, 빌뉴스구, 엘렉트레나이시, 카우나스주 카이샤도리스구, 요나바구, 우테나주 몰레타이구와 접한다.

지방 자치체 문장